# Ronciglio
Il ronciglio è un'arma medievale italiana ideata dai ghibellini a Firenze, della categoria delle armi inastate. Ne furono usati nella battaglia di Campaldino. Consiste in una punta di metallo applicata al termine di un'asta; la sua peculiarita è un gancio metallico posizionato tra la punta terminale e il bastone, usato per atterrare il nemico.
Se ne riscontra una citazione nell'Inferno di Dante "e volser contra lui tutt'i runcigli" e nel Decameron di Boccaccio "tosto mi fosti addosso con le tue armi e co’ crudel roncigli".